# Echyra morio
Echyra morio är en skalbaggsart som beskrevs av Hermann Burmeister 1844. Echyra morio ingår i släktet Echyra och familjen Melolonthidae. Inga underarter finns listade i Catalogue of Life.